# Солезино
Солезино (итал. Solesino) — коммуна в Италии, располагается в провинции Падуя области Венеция.
Население составляет 7068 человек (на 2004 г.), плотность населения составляет 707 чел./км². Занимает площадь 10 км². Почтовый индекс — 35047. Телефонный код — 0429.
В коммуне 15 августа особо празднуется Успение Пресвятой Богородицы.